# Champagne Jacques Selosse
Pour les articles homonymes, voir Selosse.
Le domaine Jacques Selosse est une maison de champagne fondée à Avize en 1949 . Le domaine totalise 8,3 hectares répartis sur 54 parcelles presque toutes classées en Grand Cru. L’essentiel des vignes, plantées en chardonnay (7,3 ha, 70 000 pieds de vigne), est en plein cœur de la Côte des Blancs, à Avize, Cramant, Oger et Le Mesnil-sur-Oger, auxquelles viennent s’ajouter quelques beaux coteaux de pinot noir (1 ha, 9 500 pieds de vigne) de la Montagne de Reims sur Aÿ, Ambonnay et Mareuil-sur-Ay. La maison produit chaque année environ 60 000 bouteilles de champagne,.
Le domaine est classé 4 étoiles par La Revue du vin de France 2025.

## Histoire
Après la Seconde Guerre mondiale, Jacques Selosse s'installe à Avize en 1947 et, bien qu'il ne soit pas issu d'une famille de vignerons, acquiert quelques vignes. En 1949, il fonde avec son épouse le domaine qui porte toujours son nom. Alors qu'il vendait initialement ses raisins au négoce, ce n'est qu'en 1959 qu'il commence à produire son propre champagne. Le premier millésime produit a été mis en bouteille en 1964 et ne produisit que 2 500 bouteilles car Jacques, afin d'assurer des revenus réguliers, continuait de vendre l'essentiel de ses raisins.
Son fils, Anselme Selosse (en), après avoir obtenu un BTS en viticulture et œnologie au lycée viticole de Beaune en Bourgogne, fait sa première récolte au domaine familial en 1974. Il prend officiellement la succession de son père en 1980 avec son épouse Corinne. Le domaine produit alors 12 000 bouteilles par an sous sa propre marque, mais vend toujours la majorité de la récolte sous forme de raisin à Lanson et à Roederer. Formé en Bourgogne et initié aux côtés des vignerons légendaires des domaines Coche-Dury (en), Leflaive (en) et des Comtes Lafon, il est l’un des premiers viticulteurs à avoir appliqué à la Champagne les techniques de vinification des vins blancs de Bourgogne.
La Revue du vin de France a décerné deux fois, en 1993 et en 2017, la distinction de « vigneron de l’année » à Anselme Selosse, ce qui est unique dans l'histoire du magazine. En 1994, Gault et Millau lui fait l'honneur sans précédent de le nommer « meilleur vigneron français » dans toutes les catégories.
Guillaume, le fils d'Anselme, partage la direction du domaine avec son père à partir de 2011. En 2020, Anselme transmet le flambeau à son fils Guillaume qui prend sa relève à la tête du domaine.

## Les vins

### La production des vins
Anselme Selosse aime cueillir ses raisins à maturité optimale et obtenir de petits rendements. C'est un grand adepte de l’élevage des vins « à la bourguignonne », du respect de l’identité de chaque parcelle qui composent son domaine, mais aussi du travail méticuleux à la vigne, axées sur le respect de la nature (il fut l’un des précurseurs de la biodynamie, qu’il ne revendique plus aujourd’hui). Il est connu également pour être l'un des premiers à défendre la notion de terroir et en particulier celui de la Champagne. Même si ces pratiques n'étaient traditionnellement pas utilisées pour la vinification des vins de Champagne, il a su pourtant révolutionner sa région et a démontré que faire un grand champagne profond consistait avant tout à produire des raisins de très grande qualité. La Revue du Vin de France le qualifie de « visionnaire, précurseur et engagé ».[réf. nécessaire]
Pour la culture, la densité de plantation des vignes est de 7 500 pieds à l'hectare, le compost est enfoui en profondeur un an sur deux. Les sols sont travaillés et l'activité biologique des sols est suivie par Claude Bourguignon, permettant de mettre en lumière le capital Terroir (communion entre le sous-sol, les micro-organismes du sol, les conditions micro-climatiques de la parcelle et l'adaptation de la vigne à ces conditions). La taille est très courte, pour obtenir un rendement qui est au mieux aux deux tiers de la moyenne de la Champagne. Les défenses immunitaires de la vigne sont sollicitées à la place des traitements chimiques.
La récolte se fait uniquement en fonction de la couleur du pépin (maturité physiologique) et des parfums de la pellicule du raisin, mais force est de constater qu'il a souvent le degré le plus élevé de la Champagne.
Après pressurage, le moût est placé en barriques et les jus ne sont pas débourbés. Toutes les parcelles sont vinifiées séparément en barriques bourguignonnes. La proportion de fûts neufs (de 10% à 20% maximum) reste toutefois faible afin de ne pas trop marquer les vins. Les départs en fermentation se font naturellement, donc sans ajout de levures sélectionnées, et se produisent au sein d'un ensemble de barriques (228 L), de fûts (400 L) et de demi-muids (600 L). La fermentation alcoolique et l'élevage sont menés comme à Meursault avec bâtonnage (remise en suspension des lies) toutes les semaines l'hiver, tous les mois l'été. Elle se poursuit sans aucune contrainte et dure parfois jusqu'en juillet.
Les fermentations malolactiques sont libres de se produire (ou non) à mesure que chaque lot évolue. Elles sont contenues grâce à l'acidité naturelle du vin non neutralisée, car les engrais utilisés ne contiennent volontairement pas de potasse minérale.
La mise en bouteille se déroule en juin ou juillet, avec un assemblage de trois années pour la cuvée Initial, afin de garder l'expression du terroir. Les vins tranquilles sont conservés en barrique la première année, en foudres de chêne la deuxième année et en cuves inox la troisième année.
La prise de mousse se fait en trois mois et les bouteilles sont mises sur lattes. Après 18 mois, et tous les ans avec un maximum de quatre fois, les bouteilles sont changées de tas avec remise en suspension des levures. L'élevage sur lies en bouteilles dure au minimum deux ans et demi pour la cuvée Initial, et 6 à 7 ans au moins pour les millésimes, lesquels ne sont pas mis en vente chronologiquement, mais dans l'ordre de maturité.
Le vin est ensuite remué, puis conservé sur pointes avant le dégorgement qui a lieu en fonction des commandes.
Le dégorgement est manuel. Le dosage à la liqueur de sucre de raisin (fructose et non saccharose, ce qui est le lot de la concurrence), est très discret. La date de dégorgement est toujours portée en clair sur une contre-étiquette.
Les caves sont historiquement situées dans le centre d'Avize, mais en 2008, l'ancien château d'Avize, sur la route qui mène à Cramant et qui abritait autrefois la maison de champagne Bricout, a été racheté. Les caves, vieilles de 200 ans, sont construites sur quatre niveaux, offrant un vaste espace et permettant de travailler entièrement par gravité.

### Les cuvées
La gamme se compose de douze cuvées,:
- Initial (brut) : principale cuvée élaborée à partir de chardonnay (Avize, Cramant et Oger) provenant de parcelles à faible pente de trois années successives (élevage de type solera), Les vins partent en fermentation dans des barriques de 228 litres, ils sont bâtonnés tout au long de l'année et plus particulièrement en hiver et en été. Ce champagne représente une entrée en matière au style Selosse.
- Version Originale ou V.O. (extra-brut) : non dosé, cuvée d’assemblage de trois millésimes, plus anciens que la cuvée Initial, de chardonnay provenant de vignes à flanc de colline des trois mêmes villages: Avize, Oger et Cramant. Ce vin forme avec la cuvée Initial la base de la gamme.
- Substance (brut) : cuvée élaborée uniquement à partir de chardonnay (blanc de blancs) issus de deux petites parcelles du grand cru Avize, l’une pentue, au sol pauvre et exposée au Sud, l’autre plutôt en bas de coteau, sur un sol plus argileux et exposée à l’Est. Ce vin est un « antimillésime » qui regroupe toutes les années d’un même terroir au sein d’un système de solera. Cette cuvée a fait la renommée du domaine, avec cette technique consistant à mêler vins vieux et vin jeune. Le plus vieux des vins présents dans la solera remonte à 1986.
- Millésimé (extra-brut) : seuls les plus beaux chardonnays (blanc de blancs) de deux parcelles d'Avize (Grand Cru), Le Mont de Cramant et Les Chantereines, sont sélectionnés. La cuvée millésimée n'est élaborée uniquement que lorsque l'année est jugée recevable pour cela. Ce vin montre la personnalité d’une année.
- Depuis 2010, une collection de lieux-dits, imaginée autour de six parcelles particulières sur six villages, a vu le jour. Ces cuvées parcellaires, issues de l'assemblage d'une ou plusieurs années, sont mono-cépages (sauf Le Bout du Clos), non millésimées et dosées en dessous de 5 g/L. Les six vins sont élaborés dans un style mini-solera afin de minimiser les effets du millésime : 
  - La Côte Faron (extra-brut) : issue d’une parcelle de pinot noir plantées sur un coteau très pentu orienté au sud et situé sur la commune de Aÿ. Ce lieu-dit est le plus puissant, le plus épicé et le plus oxydatif de la collection. Assemblage d'une ou deux années, ce champagne est non dosé.
  - Le Bout du Clos (extra-brut) : non dosé, issue d’une parcelle plantée en pinot noir (80%) et en chardonnay (20%) établie sur un coteau peu pentu orienté au sud et situé sur la commune d’Ambonnay.
  - Sous le Mont (extra-brut) : issue d’une parcelle de pinot noir située sur la commune de Mareuil-sur-Aÿ. Cette parcelle d’appellation Grand Cru se situe en coteau (d’où son nom).
  - Les Carelles (extra-brut) : issue de plusieurs années cette cuvée non dosée 100% chardonnay provient d’une parcelle plantée sur un coteau crayeux orienté au levant et situé sur la commune du Mesnil-sur-Oger. Le nom du lieu-dit provient d’une carrière de carreaux de craie située à proximité. Ce lieu-dit est le plus frais, le plus fin et le plus élégant de la collection.
  - Les Chantereines (extra-brut) : assemblage d'une année. issue d’une parcelle de chardonnay située en bordure de la commune d’Avize. Cette parcelle d’appellation Grand Cru tient son nom de la présence de grenouilles sur celles-ci.
  - Chemin de Châlons (extra-brut) : issue d’une parcelle de chardonnay située en bordure de la commune de Cramant. Cette parcelle d’appellation Grand Cru se situe à moins d’une centaine de mètres des « Chantereines ».
- Rosé (brut) : pur chardonnay issu de deux millésimes auquel on ajoute une petite quantité (6%) de pinot noir d'Ambonnay.
- Exquise (sec) : vin dosé entre 22 et 25 g/L. Le choix du dosage est lié à la situation géographique de la parcelle située en bas de coteaux à Oger.

| Cuvée             | Dosage     | Dosage (sucre) | Commune                | Cépage                               | Vieillissement | Superficie | Production |
| ----------------- | ---------- | -------------- | ---------------------- | ------------------------------------ | -------------- | ---------- | ---------- |
| Initial           | Brut       | 3 - 7 g/l      | Avize, Oger et Cramant | chardonnay                           | > 3 ans        |            | 33 000     |
| Version Originale | Extra-brut | 1,3 g/l        | Avize, Oger et Cramant | chardonnay                           | 5 années       |            | 3 600      |
| Substance         | Brut       | 0 - 4 g/l      | Avize                  | chardonnay                           | 5-6 ans        |            | 3 000      |
| Millésime         | Extra-brut | 0 - 4 g/l      | Avize                  | chardonnay                           | 9 années       |            | 3 500      |
| Les Carelles      | Extra-brut | 0 - 5 g/l      | Mesnil-sur-Oger        | chardonnay                           | 5 années       |            | 3 000      |
| Le Bout du Clos   | Extra-brut | 0 - 5 g/l      | Ambonnay               | pinot noir (80%) et chardonnay (20%) | 5 années       |            | 2 000      |
| La Côte Faron     | Extra-brut | 0 - 5 g/l      | Aÿ                     | pinot noir                           | 5 années       |            | 600        |
| Sous le Mont      | Extra-brut | 0 - 5 g/l      | Mareuil-sur-Aÿ         | pinot noir                           | 5 années       |            | 600        |
| Les Chantereines  | Extra-brut | 0 - 5 g/l      | Avize                  | chardonnay                           | 5 années       | 0,8 ha     | 600        |
| Chemin de Châlons | Extra-brut | 0 - 5 g/l      | Cramant                | chardonnay                           | 5 années       | 0,35 ha    | 600        |
| Rosé              | Brut       | 1,3 - 2,7 g/l  | Ambonnay               | chardonnay (94%) et pinot noir (6%)  | 5 années       |            | 2 000      |
| Exquise           | Sec        | 22 - 25 g/l    | Oger                   | chardonnay                           | 3 années       |            | 1 000      |

### La technique de la solera adaptée au champagne
Depuis 1986, Anselme Selosse utilise la technique de la solera pour élaborer sa cuvée Substance. Née en Espagne, plus précisément en Andalousie où l’on produit les vins de Xérès, la solera, aussi appelée réserve perpétuelle, est un système de vieillissement du vin. Très peu utilisé en Champagne, ce procédé, qui va à l’encontre d’un champagne millésimé, a pour but de regrouper plusieurs millésimes consécutifs dans la même cuvée.
Ce procédé consiste à empiler les fûts les uns sur les autres. L’étage qui est au sol est la solera et les étages du dessus sont successivement appelé première criaderia, deuxième criaderia, et ainsi de suite. Le vin le plus vieux se trouve dans la solera et est soutiré en premier, la quantité de vin retirée est remplacée par le vin issu de la première criaderia, qui est lui même remplacé par un vin plus jeune situé dans la criaderia du dessus jusqu’à remplacer la dernière vidée par le vin issu de la dernière vendange. Les vignerons ont coutume de dire que cette méthode permet au vieux vin d’éduquer le plus jeune. La solera garde toujours une infime partie du premier millésime, et elle permet ainsi de maintenir un style, un véritable fil conducteur.
La solera va donc apporter une constance au champagne, et lui permettre de se perpétuer dans le temps. L’objectif étant de pouvoir proposer un champagne linéaire, qui se différenciera que très légèrement à chaque production, peu importe que les millésimes soient bon ou mauvais.
Pour la cuvée Substance, une solera en deux étapes est utilisée, l'une vieillie en fût et l'autre en cuve. Après vinification et élevage classique en barrique, les vins de l’année viennent compléter deux foudres de 42 hl contenant tous les millésimes depuis 1986. Ces foudres complètent eux-mêmes deux cuves inox de 42 hl, contenant également tous les millésimes sauf le dernier. Chaque année, 22 % des deux cuves inox sont prélevés pour le tirage. Le creux (quantité de vin retirée) est alors complété par le vin des foudres. Le creux de 22 % des foudres est à son tour complété par le vin des barriques. Le millésime le plus récent des cuves inox ne représente donc que 4,8 % du volume de la cuve.
Avec cette méthode, Anselme Selosse applique à la lettre le principe des vins de réserve de champagne en mélangeant, à étapes successives, les vins de réserve avant de faire la prise de mousse en bouteille.

## Partenariats
Anselme s'est associé à l’œnologue Riccardo Cotarella afin d'élaborer pour le domaine Feudi di San Gregorio une gamme de vins mousseux (nommée « Dubl »), dans la région de la Campanie au sud de l'Italie. Plutôt que d'utiliser les cépages traditionnels de Champagne, ces vins sont élaborés avec des cépages italiens indigènes tels que le Greco, la Falanghina et l'Aglianico.

## Hôtel-restaurant
Depuis l'été 2011, Anselme et son épouse Corinne possèdent et exploitent l'hôtel-restaurant « Les Avisés », une auberge de dix chambres adjacente à la cave familiale et située dans l'ancien château d'Avize. Prenant peu de rendez-vous de dégustation, séjourner dans son hôtel est l'un des moyens de rencontrer le vigneron.

#### Sites internet
- Site officiel
- Visite au Domaine Jacques Selosse

#### Videos
- « Champagne, les bulles du désir (360° Géo) » [vidéo], sur Arte (Youtube.com), 27 décembre 2014.
- « Domaine Jacques Selosse : l’exception en Champagne » [vidéo], sur Les Echos (Youtube.com), 28 avril 2016.
- « Retratos: Anselme Selosse » [vidéo], sur Casa do Carbonara (Youtube.com), 25 septembre 2017.
- « Champagne Selosse - Collection "Lieux-Dits" » [vidéo], sur Lotel du Vin (Youtube.com), 18 novembre 2011.